# David Hewlett
David Hewlett (cuyo nombre completo es David Ian Hewlett; n. 18 de abril de 1968) es un actor canadiense, conocido principalmente por su papel del doctor Rodney McKay en Stargate Atlantis y Stargate SG-1.

## Vida personal
Cuando era niño su familia se mudó a Toronto, Canadá, donde nació su hermana, la actriz Kate Hewlett.
David Hewlett se casó el 5 de noviembre de 2000 con la actriz canadiense Soo Garay, de la que se divorció en febrero de 2004. El 25 de diciembre de 2006, se comprometió con Jane Loughman, con la que se casó el 21 de junio de 2008. Juntos tienen un hijo, Sebastian Flynn Loughman Hewlett, nacido el 6 de octubre de 2007.

## Vida profesional
El papel más conocido de David Hewlett es el del astrofísico Rodney McKay, quien apareció en tres capítulos de Stargate SG-1 antes de que se convirtiera en uno de los protagonistas del spin-off de ésta, Stargate Atlantis. Originariamente, se había pensado incluir a un personaje similar afroamericano, pero después de que David Hewlett se presentara al casting de la serie, se decidió recuperar al personaje de Rodney McKay.
Ha participado como actor en todas las películas del director canadiense Vincenzo Natali. Interpretó en la aclamada película Cube el papel de Worth, un arquitecto que es secuestrado y colocado dentro de una extraña prisión con forma de cubo. También se le puede ver actuando como Virgil, en un papel secundario, en la película Cypher, junto a Jeremy Northam y Lucy Liu.
Junto con su actual mujer escribió una película independiente, dirigida por él en 2007, titulada A Dog's Breakfast. En ella aparecen algunos compañeros de Stargate (Rachel Luttrell, Paul McGillion y Christopher Judge), e incluso también aparece el perro de la pareja, Mars.
Además, también ha aparecido en un capítulo de la webserie Sanctuary.

## Filmografía
| Cine       | Cine                                      | Cine                                 | Cine                      |
| Año        | Título                                    | Rol                                  | Notas                     |
| ---------- | ----------------------------------------- | ------------------------------------ | ------------------------- |
| 1987       | The Darkside                              | Chuckie                              |                           |
| 1988       | Pin                                       | Leon                                 |                           |
| 1989       | The Penthouse                             | Joe Dobson                           |                           |
| 1989       | Dead Meat                                 |                                      |                           |
| 1990       | Where the Heart Is                        | Jimmy                                |                           |
| 1990       | Deep Sleep                                | Terry                                |                           |
| 1990       | Desire and Hell at Sunset Motel           | Deadpan                              |                           |
| 1991       | Scanners II: The New Order                | David Kellum                         |                           |
| 1991       | The First Circle                          | 'Ruska' Rostislav                    |                           |
| 1992       | A Savage Christmas: The Fall of Hong Kong | Walter Jenkins                       |                           |
| 1992       | Quiet Killer                              | Myles Chapman                        |                           |
| 1992       | Split Images                              | Gary Hammond                         |                           |
| 1993       | Blood Brothers                            | Detective Trayne                     |                           |
| 1993       | The Boys of St. Vincent: 15 Years Later   | Steven Lunney a los 25 años          |                           |
| 1996       | Joe's Wedding                             | Rob Fitzgerald                       |                           |
| 1997       | Cube                                      | David Worth, el arquitecto           |                           |
| 1997       | On the 2nd Day of Christmas               | Mel                                  |                           |
| 1997       | Elevated                                  | Hank                                 |                           |
| 1997       | Bad Day on the Block                      | Andrew                               |                           |
| 1998       | Clutch                                    | Martyn                               |                           |
| 1998       | Milkman                                   | Martin                               | Rol de voz                |
| 1999       | Survivor                                  | Le médecin                           |                           |
| 1999       | The Life Before This                      | Nick                                 |                           |
| 1999       | Blind                                     | The Victim                           |                           |
| 1999       | Autoerotica                               | Gord                                 |                           |
| 1999       | Amateur Night                             | D.J.                                 |                           |
| 2001       | Chasing Cain                              | Bud                                  |                           |
| 2001       | And Never Let Her Go                      | Gerry Capano                         |                           |
| 2001       | The Triangle                              | Gus Gruber                           |                           |
| 2001       | Century Hotel                             | Michael                              |                           |
| 2001       | Treed Murray                              | Murray                               | También titulada Get Down |
| 2002       | Made In Canada, Volume 1: Best of the CFC | Él mismo                             |                           |
| 2002       | Cypher                                    | Virgil Dunn                          |                           |
| 2002       | Father Lefty                              | Father Gregory                       |                           |
| 2003       | Nothing                                   | Dave                                 |                           |
| 2003       | Foolproof                                 | Lawrence Yeager                      |                           |
| 2003       | Friday Night                              | Roger                                |                           |
| 2004       | Preview to Atlantis                       | Él mismo / Rodney McKay              |                           |
| 2004       | From Stargate to Atlantis: Sci Fi Lowdown | Él mismo/ Rodney McKay               |                           |
| 2004       | Boa vs. Python                            | Dr. Steven Emmett                    |                           |
| 2004       | Ice Men                                   | Bryan                                |                           |
| 2004       | Darklight                                 | Anders Raeborne                      |                           |
| 2006       | A Dog's Breakfast                         | Patrick                              |                           |
| 2008       | Helen                                     | Frank                                |                           |
| 2009       | Splice                                    | William Barlow                       |                           |
| 2010       | The Whistleblower                         | Fred Murray                          |                           |
| 2010       | Morlocks                                  | Radnor                               |                           |
| 2011       | La Furia del Yeti                         | Mills                                |                           |
| 2011       | Rise of the Planet of the Apes            | Hunsiker                             |                           |
| 2017       | La forma del agua                         | Fleming                              |                           |
| Televisión |                                           |                                      |                           |
| Año        | Título                                    | Rol                                  | Notas                     |
| 1988–1994  | Street Legal                              | Dave Lister / Tim Woolrich           | 2 episodios               |
| 1991–1992  | Katts and Dog                             |                                      | 2 episodios               |
| 1992–1993  | Beyond Reality                            | Tom                                  | 2 episodios               |
| 1993       | Shining Time Station                      | Ted Typo                             | 2 episodios               |
| 1993–1996  | Kung Fu: The Legend Continues             | Dr. Nicholas Elder                   | 13 episodios              |
| 1996–2000  | Traders                                   | Grant Jansky                         | 73 episodios              |
| 2001–2007  | Stargate SG-1                             | Dr. Rodney McKay                     | 7 episodios               |
| 2004–2009  | Stargate Atlantis                         | Dr. Rodney McKay                     | 100 episodios             |
| 2010       | Hellcats                                  | Dr. Eagan                            | 2 episodios               |
| 2011       | Stargate Universe                         | Dr. Rodney McKay                     | 1 episodio                |
| 2015       | Dark Matter                               | Tabor Calchek                        | 4 episodios               |
| Escritor   |                                           |                                      |                           |
| Año        | Título                                    | Rol                                  | Notas                     |
| 2003       | Nothing                                   |                                      | Historia original         |
| 2006       | A Dog's Breakfast                         |                                      | Historia original         |
| Director   |                                           |                                      |                           |
| Año        | Título                                    | Rol                                  | Notas                     |
| 2006       | A Dog's Breakfast                         | También interpretó el rol de Patrick |                           |
| 2010       | Evil Snow Monkey                          |                                      |                           |